# Olympische Winterspelen 2014
De XXIIe Olympische Winterspelen werden gehouden van 7 tot en met 23 februari 2014 in Sotsji, Rusland, aan de Zwarte Zee.
De sporten vonden alle plaats in district Adlerski. De ski- en sleesporten vonden plaats in Krasnaja Poljana, een plaats in het noordoosten van het district, in de Westelijke Kaukasus, ten oosten van de eigenlijke stad Sotsji. De stadions van de overige sporten waren gegroepeerd en stonden aan de kust van de Zwarte Zee, tussen Adler en de grens met Abchazië.
Het was de eerste keer dat de Olympische Spelen in de staat Rusland werden georganiseerd; wel was Moskou als hoofdstad van de toenmalige Sovjet-Unie de gastheer van de Olympische Zomerspelen 1980. Met 98 onderdelen binnen vijftien sportdisciplines in de zeven olympische sporten werden deze Winterspelen de grootste in de geschiedenis tot nu toe.
Van 7 tot 16 maart werden de Paralympische Winterspelen 2014 in Sotsji gehouden.

## Toewijzing
Zeven steden stelden zich kandidaat voor de Winterspelen. Het Uitvoerend Comité van het IOC besloot om drie steden mee te nemen in de finaleronde, dit waren Sotsji, Pyeongchang en Salzburg.
De toewijzing van de Spelen vond plaats op de 119e vergadering van het IOC in Guatemala-Stad op 4 juli 2007 en de Russische stad Sotsji won in twee rondes. Salzburg viel direct af, in de tweede ronde kwam de Koreaanse stad, die in de eerste ronde nog als eerste was geëindigd, vier stemmen te kort. Het was voor Pyeongchang de tweede keer op rij dat ze de organisatie van de Spelen misliepen.

## Hoogtepunten
- De Noorse biatleet Ole Einar Bjørndalen werd na deze Winterspelen de meest succesvolle winterolympiër ooit met een totaal van 13 medailles over vijf Spelen (1998-2014).
- Voor het eerst werden er twee gouden medailles uitgereikt bij het alpineskiën. De Zwitserse Dominique Gisin en de Sloveense Tina Maze finishten op de afdaling voor vrouwen allebei met een tijd van 1.41,57. Bij het alpineskiën wordt er niet gewerkt met duizenden van seconden en zodoende kregen ze allebei een gouden medaille.
- Acht keer werd het podium volledig bezet door deelnemers uit één land:
  - Nederland kreeg dit vier keer voor elkaar, telkens bij het schaatsen: op de 500 meter mannen, de 1500 meter vrouwen, de 5000 meter mannen en de 10.000 meter mannen. Bij de 1500 meter vrouwen werden zelfs de beste vier plaatsen bezet door de Nederlanders.
  - Noorwegen en Rusland wisten een podium volledig te bezetten bij het langlaufen, respectievelijk bij de 30 kilometer vrije stijl vrouwen en de 50 kilometer vrije stijl mannen.
  - Frankrijk en de Verenigde Staten behaalden dit succes bij het freestyleskiën, respectievelijk op de onderdelen skicross mannen en slopestyle mannen.

## Dieptepunten
- Zes olympiërs werden tijdens deze Winterspelen betrapt op het gebruik van doping: de Duitse biatlete Evi Sachenbacher-Stehle,[2] de Italiaanse bobsleeër William Frullani,[3] de Oekraïense langlaufster Mirina Lisogor,[4] de Letse ijshockeyer Vitalijs Pavlovs,[5] de Oostenrijkse langlaufer Johannes Dürr[6] en de Zweedse ijshockeyer Nicklas Bäckström[7]. Na de Spelen werden 19 Russische sporters alsnog betrapt op dopinggebruik, waarna hun medailles door het IOC geschrapt werden.[8]

## Accommodaties
Het Olympisch Park Sotsji bevond zich aan de Zwarte Zee tussen Adler en de grens met Abchazië. Hier bevonden zich het Olympisch Stadion en de 5 stadions waar de indoor-ijssporten worden gehouden.
Verder landinwaarts, bij het dorpje Krasnaja Poljana, vonden alle berg- en sneeuwsporten plaats.

Olympisch Park Sotsji

Olympische Winterspelen 2014 Mountain Locaties (interactieve kaart)

| Plaats                              | Accommodatie                         | Functie            | Capaciteit         |
| Sportaccommodaties                  | Sportaccommodaties                   | Sportaccommodaties | Sportaccommodaties |
| ----------------------------------- | ------------------------------------ | ------------------ | ------------------ |
| Sotsji: Olympisch Park Sotsji       |                                      |                    |                    |
| Bolsjoj IJspaleis                   | IJshockey                            | 12.000             |                    |
| Sjajba Arena                        | IJshockey                            | 07.000             |                    |
| Adler Arena                         | Langebaanschaatsen                   | 08.000             |                    |
| IJsberg Schaatspaleis               | Kunstrijden, shorttrack              | 12.000             |                    |
| Ice Cube Curling Center             | Curling                              | 03.000             |                    |
| Krasnaja Poljana                    |                                      |                    |                    |
| 'Laoera'-complex / Psekhako Ridge   | Langlaufen en biatlon                | 20.000             |                    |
| 'Roza Choetor'-complex              | Freestyleskiën en snowboarden        |                    |                    |
| 'Alpike servis'-complex             | Alpineskiën                          |                    |                    |
| Nationaal schansspringcentrum       | Schansspringen en noordse combinatie | 15.000             |                    |
| Rzjanaja Poljana                    |                                      |                    |                    |
| Nationaal glijcentrum Sanki         | Bobsleeën, skeleton en rodelen       | 11.000             |                    |
| Overige accommodaties               |                                      |                    |                    |
| Sotsji                              |                                      |                    |                    |
| Olympisch Stadion Fisjt             | Openings- en sluitingsceremonie      | 40.000             |                    |
| Olympisch dorp van Sotsji           | Olympisch dorp                       |                    |                    |
| Internationaal perscentrum          |                                      |                    |                    |
| Krasnaja Poljana                    |                                      |                    |                    |
| Olympisch dorp van Krasnaja Poljana | Olympisch dorp                       |                    |                    |

## Olympische sporten
De olympische sporten die tijdens de Olympische Spelen beoefend werden, worden vertegenwoordigd door zeven internationale wintersportbonden:
| Biatlon Bond: Internationale Biatlonunie Curling Bond: World Curling Federation IJshockey Bond: Internationale IJshockeyfederatie Rodelen Bond: Fédération Internationale de Luge de Course Schaatssporten Kunstrijden Schaatsen Shorttrack Bond: Internationale Schaatsunie | Skisporten Alpineskiën Freestyleskiën Langlaufen Noordse combinatie Schansspringen Snowboarden Bond: Fédération Internationale de Ski Sleesporten Bobsleeën Skeleton Bond: Internationale bobslee- en skeletonfederatie |

## Nieuwe sporten en onderdelen

### Nieuwe onderdelen
Diverse sportfederaties hebben bij het IOC officieel aangevraagd om extra onderdelen aan het programma toe te voegen. Uit deze onderdelen werden in april 2011 de volgende zes toegevoegd aan het programma:

### Mutaties
De onderdelen slopestyle (mannen en vrouwen) bij het freestyleskiën, de slopestyle (mannen en vrouwen) bij het snowboarden en de parallelslalom (mannen en vrouwen) snowboarden werden op 4 juli 2011 aan het programma toegevoegd: Ook de gemengde estafette biatlon, de landenwedstrijd kunstrijden, de teamestafette rodelen en de vrouwenwedstrijd voor schansspringen werden ingevoerd. Hierdoor was de noordse combinatie de enige sport die nog exclusief uit onderdelen voor mannen bestond.
| Sport          | Nieuw                                                               | Verdwenen (t.o.v. 2010) | Wijzigingen/Opmerkingen |
| -------------- | ------------------------------------------------------------------- | ----------------------- | ----------------------- |
| Biatlon        | Gemengde estafette                                                  |                         | Nu 11 onderdelen        |
| Freestyleskiën | Halfpipe (m) Halfpipe (v) Slopestyle (m) Slopestyle (v)             |                         | Nu 10 onderdelen        |
| Kunstschaatsen | Landenteam                                                          |                         | Nu 5 onderdelen         |
| Rodelen        | Teamestafette                                                       |                         | Nu 4 onderdelen         |
| Schansspringen | Vrouwenwedstrijd                                                    |                         | Nu 4 onderdelen         |
| Snowboarden    | Slopestyle (m) Slopestyle (v) Parallelslalom (m) Parallelslalom (v) |                         | Nu 10 onderdelen        |
|                | +12                                                                 | 0                       | +12                     |

### Nieuwe sporten
In de Russische media verscheen het bericht dat bandy, een in Rusland populaire sport, mogelijk toegevoegd zou worden aan het olympisch programma maar het IOC heeft deze sport niet opgenomen op de lijst van mogelijke nieuwe sporten.
Voor verschillende sporten was officieel opname in het programma van de Winterspelen in 2014 aangevraagd maar eind 2006 besloot het IOC deze sporten niet op te nemen. Dit waren:
- Skioriëntatie (Ski-O), een vorm van de oriëntatieloop in het langlaufen.
- Ski-alpinisme, een combinatie van skiën en bergbeklimmen.
- Wintertriatlon, een triatlon met de sporten hardlopen, mountainbiken en langlaufen.

Eind 2010 besloot het IOC dat deze sporten ook in 2018 niet op het programma zullen staan.

## Kalender
| ● | Openingsceremonie | ● | Wedstrijden |  | Wedstrijden met medailles | G | Gala | ● | Sluitingsceremonie |

| Februari           | Februari           | do 6 | vr 7 | za 8 | zo 9 | ma 10 | di 11 | wo 12 | do 13 | vr 14 | za 15 | zo 16 | ma 17 | di 18 | wo 19 | do 20 | vr 21 | za 22 | zo 23 | Tot. |
| ------------------ | ------------------ | ---- | ---- | ---- | ---- | ----- | ----- | ----- | ----- | ----- | ----- | ----- | ----- | ----- | ----- | ----- | ----- | ----- | ----- | ---- |
| Alpineskiën        | Alpineskiën        |      |      |      | 1    | 1     |       | 1     |       | 1     | 1     | 1     |       | 1     | 1     |       | 1     | 1     |       | 10   |
| Biatlon            | Biatlon            |      |      | 1    | 1    | 1     | 1     |       | 1     | 1     |       | 1     | 1     |       | 1     |       | 1     | 1     |       | 11   |
| Bobsleeën          | Bobsleeën          |      |      |      |      |       |       |       |       |       |       | ●     | 1     | ●     | 1     |       |       | ●     | 1     | 3    |
| Curling            | Curling            |      |      |      |      | ●     | ●     | ●     | ●     | ●     | ●     | ●     | ●     | ●     | ●     | 1     | 1     |       |       | 2    |
| Freestyleskiën     | Freestyleskiën     | ●    |      | 1    |      | 1     | 1     |       | 1     | 1     |       |       | 1     | 1     |       | 2     | 1     |       |       | 10   |
| IJshockey          | IJshockey          |      |      | ●    | ●    | ●     | ●     | ●     | ●     | ●     | ●     | ●     | ●     | ●     | ●     | 1     | ●     | ●     | 1     | 2    |
| Kunstrijden        | Kunstrijden        | ●    |      | ●    | 1    |       | ●     | 1     | ●     | 1     |       | ●     | 1     |       | ●     | 1     |       | G     |       | 5    |
| Langlaufen         | Langlaufen         |      |      | 1    | 1    |       | 2     |       | 1     | 1     | 1     | 1     |       |       | 2     |       |       | 1     | 1     | 12   |
| Noordse combinatie | Noordse combinatie |      |      |      |      |       |       | 1     |       |       |       |       |       | 1     |       | 1     |       |       |       | 3    |
| Rodelen            | Rodelen            |      |      | ●    | 1    | ●     | 1     | 1     | 1     |       |       |       |       |       |       |       |       |       |       | 4    |
| Schaatsen          | Schaatsen          |      |      | 1    | 1    | 1     | 1     | 1     | 1     |       | 1     | 1     |       | 1     | 1     |       | ●     | 2     |       | 12   |
| Schansspringen     | Schansspringen     |      |      | ●    | 1    |       | 1     |       |       | ●     | 1     |       | 1     |       |       |       |       |       |       | 4    |
| Shorttrack         | Shorttrack         |      |      |      |      | 1     |       |       | 1     |       | 2     |       |       | 1     |       |       | 3     |       |       | 8    |
| Skeleton           | Skeleton           |      |      |      |      |       |       |       | ●     | 1     | 1     |       |       |       |       |       |       |       |       | 2    |
| Snowboarden        | Snowboarden        | ●    |      | 1    | 1    |       | 1     | 1     |       |       |       | 1     | 1     |       | 2     |       |       | 2     |       | 10   |
| Totaal             | Totaal             |      |      | 5    | 8    | 5     | 8     | 6     | 6     | 6     | 7     | 5     | 6     | 5     | 8     | 6     | 7     | 7     | 3     | 98   |
| Cumulatief         | Cumulatief         |      |      | 5    | 13   | 18    | 26    | 32    | 38    | 44    | 51    | 56    | 62    | 67    | 75    | 81    | 88    | 95    | 98    |      |
| Ceremonies         | Ceremonies         |      | ●    |      |      |       |       |       |       |       |       |       |       |       |       |       |       |       | ●     |      |
| Februari           | Februari           | do 6 | vr 7 | za 8 | zo 9 | ma 10 | di 11 | wo 12 | do 13 | vr 14 | za 15 | zo 16 | ma 17 | di 18 | wo 19 | do 20 | vr 21 | za 22 | zo 23 | Tot. |

## Deelnemende landen

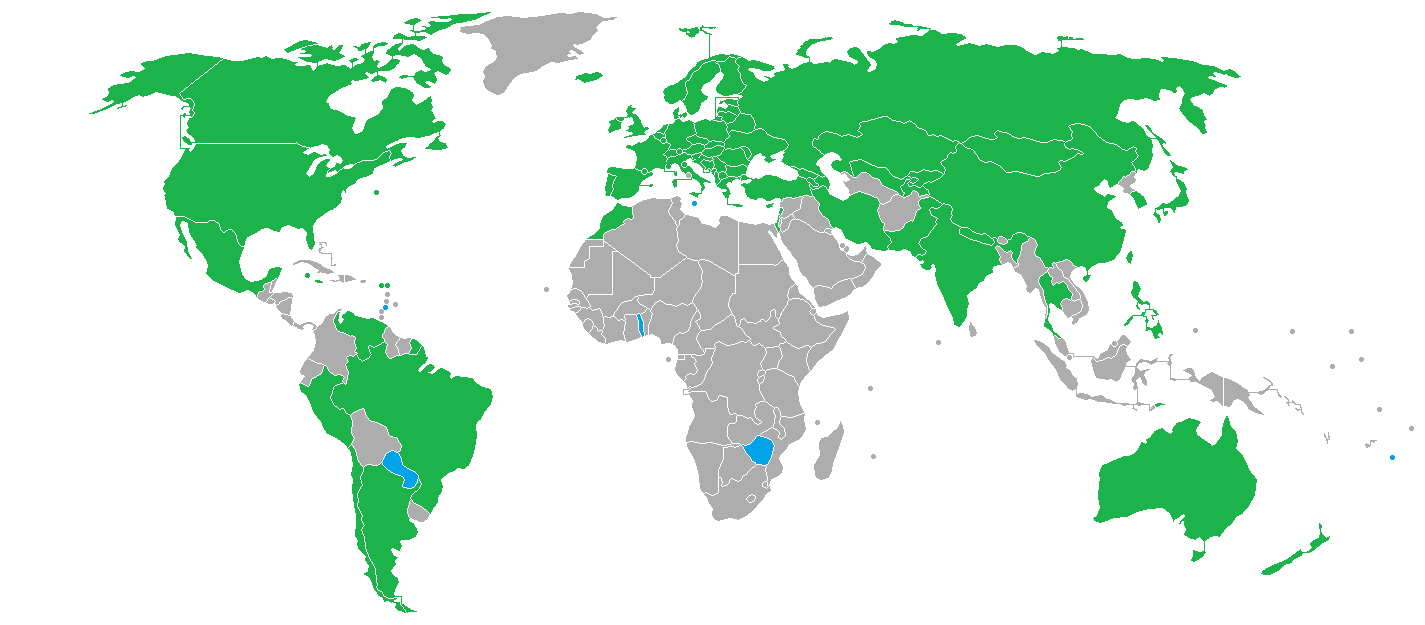

Een recordaantal van 88 landen deden mee aan de Spelen. Zeven landen debuteerden: Dominica, Malta, Oost-Timor, Paraguay, Togo, Tonga en Zimbabwe. In de eerste dagen deden Indiase sporters mee als Onafhankelijke deelnemers, later onder de eigen vlag.

## Medailles

### Medaillespiegel
Hieronder is de top tien van de medaillespiegel weergegeven.

In de tabel heeft het gastland een blauwe achtergrond. Het grootste aantal medailles in elke categorie is vetgedrukt.
| Plaats | Land                  | NOC                   | Goud | Zilver | Brons | Totaal |
| ------ | --------------------- | --------------------- | ---- | ------ | ----- | ------ |
| 1      | Rusland               | RUS                   | 11   | 9      | 9     | 29     |
| 2      | Noorwegen             | NOR                   | 11   | 5      | 10    | 26     |
| 3      | Canada                | CAN                   | 10   | 10     | 5     | 25     |
| 4      | Verenigde Staten      | USA                   | 9    | 9      | 10    | 28     |
| 5      | Nederland             | NED                   | 8    | 7      | 9     | 24     |
| 6      | Duitsland             | GER                   | 8    | 6      | 5     | 19     |
| 7      | Zwitserland           | SUI                   | 6    | 3      | 2     | 11     |
| 8      | Wit-Rusland           | BLR                   | 5    | 0      | 2     | 7      |
| 9      | Oostenrijk            | AUT                   | 4    | 8      | 5     | 17     |
| 10     | Frankrijk             | FRA                   | 4    | 5      | 6     | 15     |
|        | Overige NOC's (11-26) | Overige NOC's (11-26) | 21   | 36     | 34    | 91     |
| Totaal | Totaal                | Totaal                | 99 * | 97 *   | 99 *  | 295    |

* Op de Afdaling (v) werden twee gouden medailles gewonnen en geen zilver.
* Op de Super G (m) werden twee bronzen medailles gewonnen.
De bovenstaande tabel geeft een overzicht van de destijds uitgedeelde medailles, waarvan na de Spelen een aantal is afgenomen.

## Sociale impact en andere controverses

### Bouwwerkzaamheden
Net als de Spelen in China leidde de keuze om de Spelen in Rusland te houden wereldwijd tot kritiek. Met name de locatie stuit bij verschillende gemeenschappen op weerstand. Grote delen van een natuurgebied zijn ontbost voor de aanleg van sportcomplexen en skipistes. Enkele dorpen in de omgeving van Sotsji zijn door aannemers gebruikt als illegale dumpplaats voor bouwafval. Daarnaast hebben omwonenden amper compensatie gekregen voor de sloop van hun woningen. Tevens zouden de gastarbeiders uit Centraal-Azië die de stadions bouwen zeer slecht betaald worden, soms maar één of anderhalve dollar per dag. Dit terwijl het de duurste Olympische Spelen ooit zouden worden, met een raming van ruim 50 miljard. Dat de kosten zo hoog opliepen is voornamelijk te wijten aan diverse corruptiezaken. Kozakken (nationalistische milities) werden ingezet om de arbeiders op te sporen nadat de meeste bouwwerkzaamheden waren afgerond. Zij worden nu gezien als illegale migranten.

### Circassiërs
Voor de Circassiërs en Adygeërs is de keuze voor Sotsji bijzonder gevoelig, gezien dit de voormalige hoofdstad is van hun land (Circassië), waar zij in 1864 (exact 150 jaar voor de spelen) door een etnische zuivering zijn gedeporteerd door de Russen in wat zij de 'eerste moderne genocide' noemen. Bij deze gebeurtenissen zijn meer dan 1 miljoen burgers omgekomen, en ruim anderhalf miljoen Circassiërs werden richting het Ottomaanse Rijk gedreven. Vanuit Turkije (hun huidige woonplaats) grijpen de nazaten van de overlevenden de Spelen aan om de wereld bekend te maken met deze tragedie. Met name de ontwikkelingen in de vallei Krasnaja Poljana (Russisch voor 'rode vlakte', naar het bloedbad dat hier plaatshad) zijn de Circassiërs een doorn in het oog. Tijdens de bouw van sportfaciliteiten in deze vallei zijn massagraven vernietigd en verwijderd. Volgens actievoerders zal men tijdens de spelen 'skiën over de botten van hun voorouders'. Diverse Kozakkengroepen werden door de Russische autoriteiten gebruikt om de lokale cultuur van Sotsji te verbeelden. Het waren echter zulke groepen die in de 19e eeuw door het Russisch leger werden ingezet om de genocide uit te voeren. Hoewel de Kaukasische opstandige volkeren geen culturele band hebben met de Circassiërs, hebben zij wel gedreigd wraak te nemen voor de etnische zuiveringen die rond Sotsji hebben plaatsgehad. De Circassische protestbewegingen hebben echter aangegeven dat zij elke vorm van geweld schuwen, en dat zij uitsluitend vreedzaam zullen protesteren.

### Mensenrechten en delegaties
Rusland heeft veel kritiek gekregen op de omgang met politieke dissidenten en homoseksuelen. In het bijzonder een in juni 2013 in werking getreden wet die uitingen van homoseksualiteit verbiedt, leidde in binnen- en buitenland tot ophef. Poetin noemde zelf deze wet een maatregel om de Russische jeugd te beschermen tegen propaganda van niet-traditionele relaties. Amerikaans president Barack Obama reageerde door niet zelf naar de Spelen te gaan, maar in plaats daarvan een delegatie te sturen met enkele prominente homoseksuele sporters, onder wie tennisster Billie Jean King. Ook Frans president François Hollande, Brits premier David Cameron en Duits bondspresident Joachim Gauck hebben aangegeven niet naar de Spelen te gaan. Nederlands premier Mark Rutte besloot met koning Willem-Alexander (tevens erelid van het IOC), koningin Máxima en minister Edith Schippers de delegatie van Nederland te vormen. De keuze voor deze "zware delegatie" kwam hem voor aanvang van de Spelen op kritiek te staan.

### Dieren
In verband met de Olympische Winterspelen in Sotsji zijn er verschillende dieren overgebracht naar de stad om daar te worden bezichtigd en shows op te voeren. Er zijn dolfijnen gevangen die in een nieuw dolfinarium bezoekers tijdens en na de Olympische Winterspelen kunnen bezichtigen. Ook was het plan om een dolfijn een stukje van de vlam te laten dragen in het dolfinarium, een paar dagen voor de ceremonie maar door een slechte en te langzame training is dit niet gebeurd. Al deze dolfijnen komen vanuit de Japanse baai van Taiji. Ook zou er een onbekend aantal orka's verblijven in wat dagelijks een zwembad voor bezoekers is. Deze orka's zouden ook shows moeten gaan opvoeren tijdens en na de Spelen maar door dezelfde redenen als bij de dolfijnen is nog niets van dit plan van de grond gekomen.

## Logo
In december 2009 werd het logo van Sochi 2014 feestelijk onthuld in Moskou. Dit gebeurde met een feestelijke show op een ijsbaan. Het logo bestaat uit de woorden Sochi en 2014 onder elkaar, met naast Sochi de Russische domeinnaam .ru en daaronder de olympische ringen.

## Mascotte
Op 1 september 2010 startte de nationale wedstrijd waarin iedereen in Rusland werd opgeroepen hun mascotte voor de Spelen van 2014 te ontwerpen, maar ook internationale inzendingen werden aangenomen. Op 7 februari 2011, precies drie jaar voor de start van de Spelen, werd een selectie van de beste ontwerpen getoond op tv. Dertien ontwerpen werden door een nationale jury gekozen uit bijna 24.000 inzendingen. Later die maand, op 26 februari 2011, werd een nationale televoting georganiseerd met het programma "Talismaniya Sochi 2014 - The Final" om de uiteindelijke mascotte(s) te kiezen. Toen werden de Haas, Poolbeer en Luipaard verkozen tot de officiële mascottes van de Winterspelen en de Zonnestraal en het Sneeuwvlokje van de Paralympische Winterspelen.